# Alfred Sauvy
Alfred Sauvy (Villeneuve-de-la-Raho, 31 ottobre 1898 – Parigi, 30 ottobre 1990) è stato un economista e sociologo francese, studioso anche di demografia. Nel 1952 coniò l'espressione Terzo mondo riferendosi ai paesi sotto sviluppati in un articolo pubblicato sul giornale francese L'Observateur del 14 agosto 1952. Usò l'espressione Terzo Mondo parafrasando Emmanuel-Joseph Sieyès col suo Terzo Stato ai tempi della Rivoluzione francese.
Instancabile nel denunciare i fenomeni di denatalità e di invecchiamento, è noto anche per la sua "teoria del dumping" (o "spillover"). Fu il primo direttore (1945-1962) dell'Istituto Nazionale per gli Studi Demografici (INED), professore all'Institut d'études politiques de Paris dal 1940 al 1959 ed eletto professore al Collège de France nel 1959, dove tenne la cattedra di demografia sociale fino al 1969.
A Parigi è presente una piazza a lui dedicata: Place Alfred Sauvy, nel 15º arrondissement.

## Biografia
Alfred Sauvy nacque in una famiglia di proprietari terrieri e viticoltori, originaria dell'Hérault e stabilitasi nel Rossiglione a partire dalla metà del xix secolo. Tra i suoi antenati c'è Louis Ribes, che fu membro dell'Assemblea legislativa dei Pirenei Orientali. Suo nonno, Alfred Sauvy, era consigliere generale dei Pirenei Orientali e l'altro nonno, il generale Tisseyre (1838-1937), comandante del XVII corpo d'armata. Un cugino di suo padre, Eugène Sauvy, fu sindaco di Perpignan tra il 1904 e il 1907. 
Suo padre, che si era arruolato come soldato di fanteria nel 1914, morì al fronte nel 1918.
Studiò al liceo François-Arago di Perpignan e poi al collegio Stanislas di Parigi. Mobilitato nell'aprile del 1917, prese parte alla fine della Prima Guerra Mondiale. Fu gasato un anno dopo durante l'attacco a Villers-Cotterêts. Nel 1922 entrò all'École Polytechnique (X 1920) e alla General Statistics of France (SGF). Frequentò il teatro e i circoli della stampa, divenne amico di Tristan Bernard, scrisse recensioni teatrali, cruciverba e brevi sceneggiature per i suoi compagni di squadra du rugby, tra cui Jacques Tati. Sposò Marthe Lamberet nell'aprile del 1932 ed ebbe una figlia, Anne (1934-2020). Sua sorella maggiore, Titaÿna, fu una nota giornalista e reporter.

### Il demografo pro-natalista
Discepolo di Maurice Halbwachs, aderì alle tesi pronataliste di Adolphe Landry e partecipò alle riflessioni del circolo tecnocratico X-Crise. Sotto il Fronte Popolare, fu membro del gabinetto di Charles Spinasse (Ministro dell'Economia Nazionale nel governo Blum). Fu poi, sotto il governo Daladier (1938), consigliere del ministro delle finanze Paul Reynaud, che, su sua raccomandazione, abolì la settimana lavorativa di 40 ore istituita da Léon Blum, aumentando l'orario di lavoro a 41,5 ore. Pur rendendo omaggio a Blum per la sua politica di svalutazione, descrisse la settimana lavorativa di 40 ore come una contraddizione economica, "bloccando un'economia in piena ripresa, che è l'atto più dannoso commesso dopo la revoca dell'Editto di Nantes", un errore così immenso "che non osiamo ancora ammetterlo, tanto è sconveniente attaccare il progresso sociale". Per tutta la vita denunciò il malthusianesimo, che raccomandava un calo della natalità e la condivisione del lavoro.
Nel 1986 era preoccupato per lo squilibrio tra gli sviluppi demografici in Africa e in Europa: "La questione del terrorismo proveniente dal Medio Oriente è irrisoria rispetto allo squilibrio che sta emergendo nel Mediterraneo occidentale. Dimentichiamo completamente il crollo del tasso di natalità in Spagna e in Italia, che è ancora molto più grave di quello della Francia. Inoltre, l'Algeria e il Marocco raddoppieranno le loro popolazioni in venticinque anni [...] Presto ci sarà una pericolosa sproporzione non solo nei numeri, ma anche nelle età. Da una parte i popoli giovani ed esuberanti, dall'altra gli anziani che pensano alla loro pensione e alla loro tranquillità. Da qui un pericoloso squilibrio e la tentazione di assicurarsi uno spazio vitale".

### Sotto Vichy
Sotto il regime di Vichy, il Dipartimento di Demografia di René Carmille assorbì la SGF l'11 ottobre 1941; il tutto prese il nome di "Servizio Nazionale di Statistica" (SNS), che aveva sede a Lione, nella zona franca. Ma Sauvy rimase a Parigi e partecipò al "Consiglio di Studi Economici" creato nel maggio 1941 sotto la presidenza di Yves Bouthillier, Segretario di Stato per l'Economia e le Finanze Nazionali, nonché del Comitato di Studio per la Francia.
L'8 maggio 1943, Alexis Carrel gli offrì l'incarico di consulente tecnico per i dipartimenti di biosociologia e biologia delle popolazioni, presso la Fondazione francese per lo studio dei problemi umani, di cui Carrel era reggente. Il 4 giugno, Sauvy rispose che non era in grado di accettarlo, in quanto era responsabile dell'Institut de conjoncture, che aveva bisogno di un'enorme quantità di lavoro da parte di Sauvy. Tuttavia, gli assicurò il suo sostegno a questi dipartimenti.
Nel giugno 1941, il nome di Alfred Sauvy fu menzionato in un rapporto presentato da Henry Chavin, direttore della sicurezza nazionale, al ministro degli Interni. Chavin denunciò Jean Coutrot per aver fondato diversi gruppi, come il Centro per lo studio dei problemi umani presso l'abbazia di Pontigny (di cui Sauvy era membro dal 1936) presumibilmente allo scopo di «reclutare (...) dei membri del MSE [Mouvement synarchique d'empire]". Il "Rapporto Chavin" costituì così il punto di partenza per le denunce della mitica trama della "Sinarchia".
Sauvy contribuì ai Bulletins rouge-brique, una pubblicazione dell'Institut de conjoncture.